# Lavizzara
Lavizzara ist eine politische Gemeinde im Schweizer Kantons Tessin. Sie bildet zugleich den Kreis Lavizzara und gehört zum Bezirk Vallemaggia. Die Gemeinde entstand am 4. April 2004 durch die Fusion der damaligen Gemeinden Broglio, Brontallo, Fusio, Menzonio, Peccia und Prato-Sornico.

## Geographie

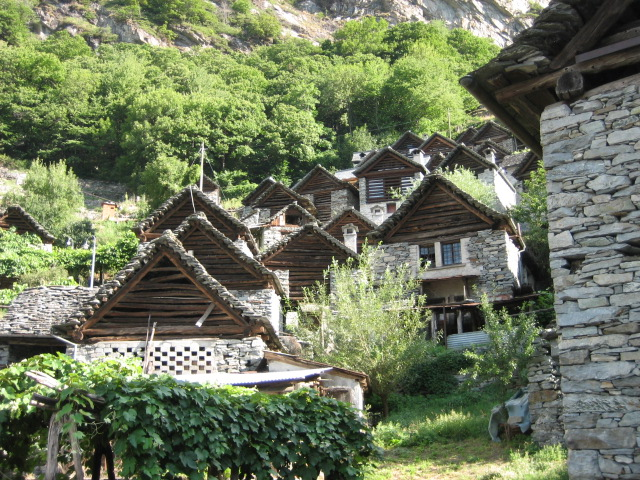
Brontallo

Val Lavizzara, Blick nach Nordnordosten, Pizzo Massari. Historisches Luftbild von Werner Friedli (1954)

Die Gemeinde umfasst den gesamten nordöstlichen Teil des Bezirks Vallemaggia. Haupttal ist das Val Lavizzara, an welches sich nördlich bei Fusio das Val Sambuco anschliesst. Die wichtigsten Seitentäler sind das Valle di Peccia, ein westliches Seitental, welches bei Peccia nach Westen abzweigt, und das Val di Prato östlich von Prato. Im Nordwesten der Gemeinde liegt der Lago del Narèt (2308 m ü. M.), dem der Fluss Maggia entspringt. Die Maggia fliesst von dort durch das Val Sambuco in den Lago del Sambuco (1461 m ü. M.); dieser Stausee wurde im Jahre 1956 angelegt.
Die Laghetti östlich vom Lago del Narèt, der Lago di Mognòla (2003 m ü. M.) östlich des Weilers Mogno und der Lago di Tomé (1692 m ü. M.) im Südosten der Gemeinde sind weitere grössere Seen. Grösster Zufluss in die obere Maggia ist der Fiume Peccia, welcher bei Peccia von rechts einmündet. Es gibt zahlreiche kleinere Bäche auf Gemeindegebiet. Ein Grossteil der Gemeinde besteht aus Hochalpen und Gebirge. Das gesamte Tal wird von einem Gebirge umschlossen, welches wie ein nach Südwesten orientiertes liegendes Hufeisen aussieht.
Die bedeutendsten Gipfel sind der Cristallina (2912 m ü. M.), der Pizzo Campo Tencia (3072 m ü. M.), die Corona di Redòrta (2804 m ü. M.) und der Monte Zucchero (2735 m ü. M.). Zwischen dem Val Bavona, dem Valle di Peccia und dem Val Lavizzara (von West nach Ost) liegt ein weiteres hufeisenförmiges Gebirge, das meist eine Höhe von 2600 m ü. M. erreicht. Der höchste Gipfel dieser Gruppe ist der Poncione di Braga mit 2864 m ü. M.
Vom gesamten Gemeindeareal von über 187 km² sind mehr als die Hälfte, nämlich 53,9 %, unproduktive Flächen (meist Gebirge und Seen). Weitere 30,2 % sind von Wald und Gehölz bedeckt. Nur 15,2 % der Gemeindefläche können landwirtschaftlich genutzt werden; überwiegend sind dies Hochalpen, welche nur Viehzucht (Schafe, Ziegen und Kühe) zulassen. Das restliche Gebiet von 0,7 % ist Siedlungsfläche.
Nachbargemeinden sind Airolo, Cevio, Dalpe, Faido, Maggia und Verzasca.

## Bevölkerung

### Bevölkerungsentwicklung
| Bevölkerungsentwicklung | Bevölkerungsentwicklung | Bevölkerungsentwicklung | Bevölkerungsentwicklung | Bevölkerungsentwicklung |
| ----------------------- | ----------------------- | ----------------------- | ----------------------- | ----------------------- |
| Jahr                    | 2003                    | 2010                    | 2015                    | 2020                    |
| Einwohner               | 583                     | 535                     | 540                     | 500                     |

Das Gebiet konnte niemals viele Menschen ernähren. Deshalb wanderten schon vor Jahrhunderten Bewohner aus. Viele zogen nur saisonal nach Italien, Frankreich und in die Niederlande, wo sie sich als Kaminfeger, Maurer, Flechter und Handlanger verdingten. Im 19. Jahrhundert begann eine dauerhafte Massenauswanderung; Hauptziele waren Kalifornien und Australien.
Etliche Siedlungen haben sich so entvölkert. Im 20. Jahrhundert verliessen viele junge Leute wegen der Abgeschiedenheit und der fehlenden wirtschaftlichen Möglichkeiten ihre Heimat und liessen sich in Locarno, Lugano und anderen Wirtschaftsräumen des Tessins nieder. In vielen Weilern leben heute mehrheitlich betagte Menschen. Dies zwang die verschiedenen Gemeinden des Kreises Lavizzara, sich zu einer einzigen Gemeinde zusammenzuschliessen.

### Sprachen
Die Umgangssprache der alteingesessenen Bewohner ist ein westlombardischer Dialekt (ün, dü, tri «eins, zwei, drei», vgl. italienisch uno, due, tre). Zugewandert sind einige Italiener und Deutschschweizer. 

### Herkunft – Nationalität
Ende 2020 waren von den 500 Einwohnern 470 (= 94 %) Schweizer Staatsangehörige. Die meisten Ausländer sind italienischer Herkunft.

## Politik
Der Gemeinderat besteht aus sieben Personen. Gemeindepräsident ist Gabriele Dazio (Stand: 2024).

## Wirtschaft
In früheren Zeiten lebte der Grossteil der Bevölkerung von der Landwirtschaft. Viele Leute arbeiten heute in anderen Gemeinden des Maggiatals und in der Region Locarno. Die Zahl der von der Landwirtschaft lebenden Personen hat sich von 1970 bis 2000 von 89 auf 20 verringert. Auch die Zahl der in Industrie und Gewerbe Tätigen ist zurückgegangen, wenn auch nicht so stark. Heute arbeitet die Mehrzahl der Leute in Dienstleistungsberufen. Die Zahl der Wegpendler hat in den letzten zwanzig Jahren massiv zugenommen. Nur noch in Peccia und Prato-Sornico arbeitet die Mehrzahl der Erwerbstätigen in der eigenen Gemeinde. Der Tourismus spielt in diesem Teil des Maggiatals keine bedeutende Rolle.
Im Ortsteil Peccia befinden sich der einzige Marmorbruch der Schweiz sowie eine Bildhauerschule (Scuola di Scultura di Peccia).

## Verkehr
Die Dörfer und Weiler der Gemeinde sind mit Postautokursen erschlossen. Allerdings verkehren diese nur mit wenigen Kursen pro Richtung und nur tagsüber. Daher benutzen die meisten Bewohner ihr Privatauto. Die Strasse hinunter nach Locarno ist in gutem Zustand auch im Winter befahrbar.

## Sehenswürdigkeiten

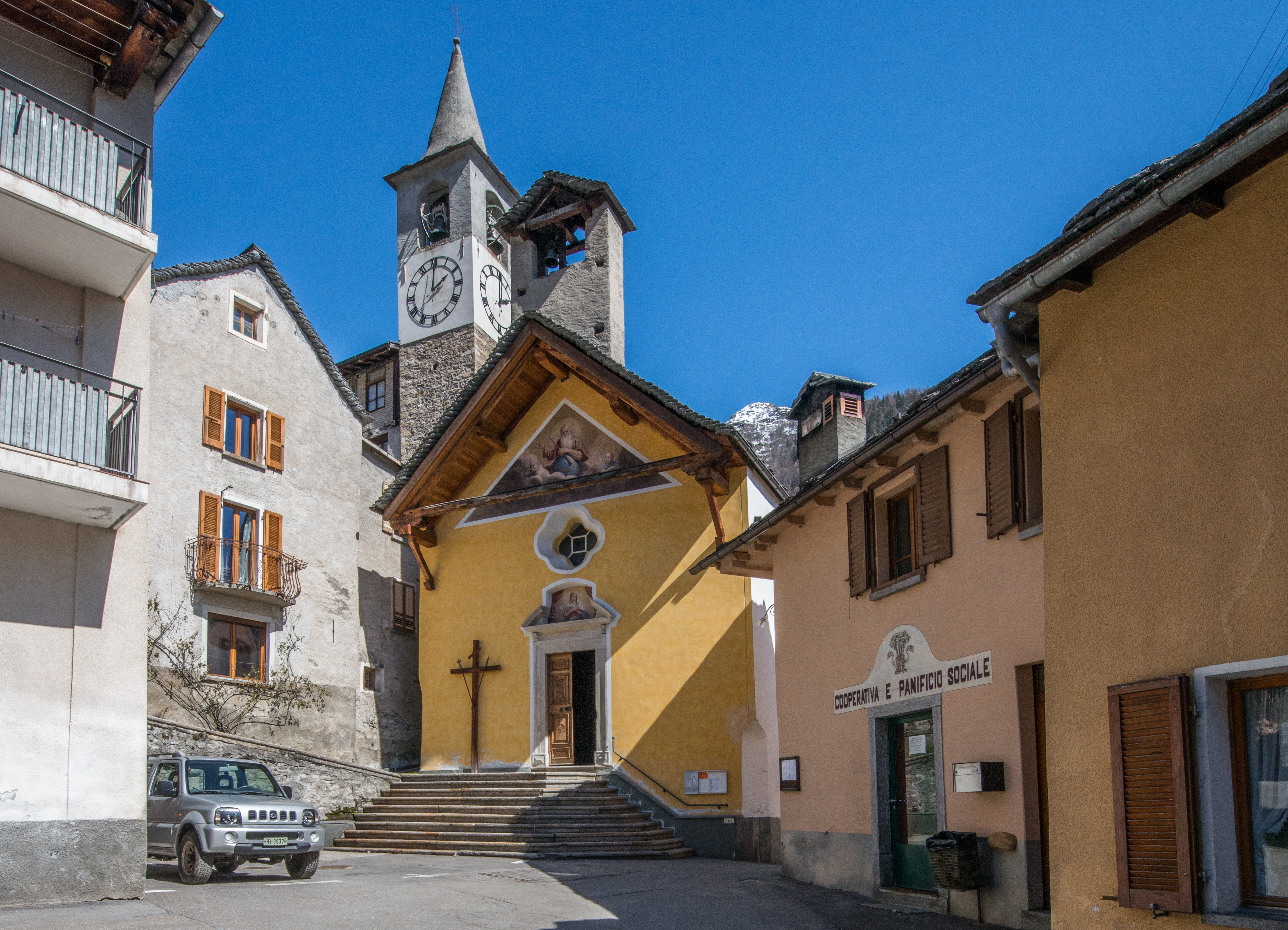
Kirche Santa Maria Assunta in Fusio

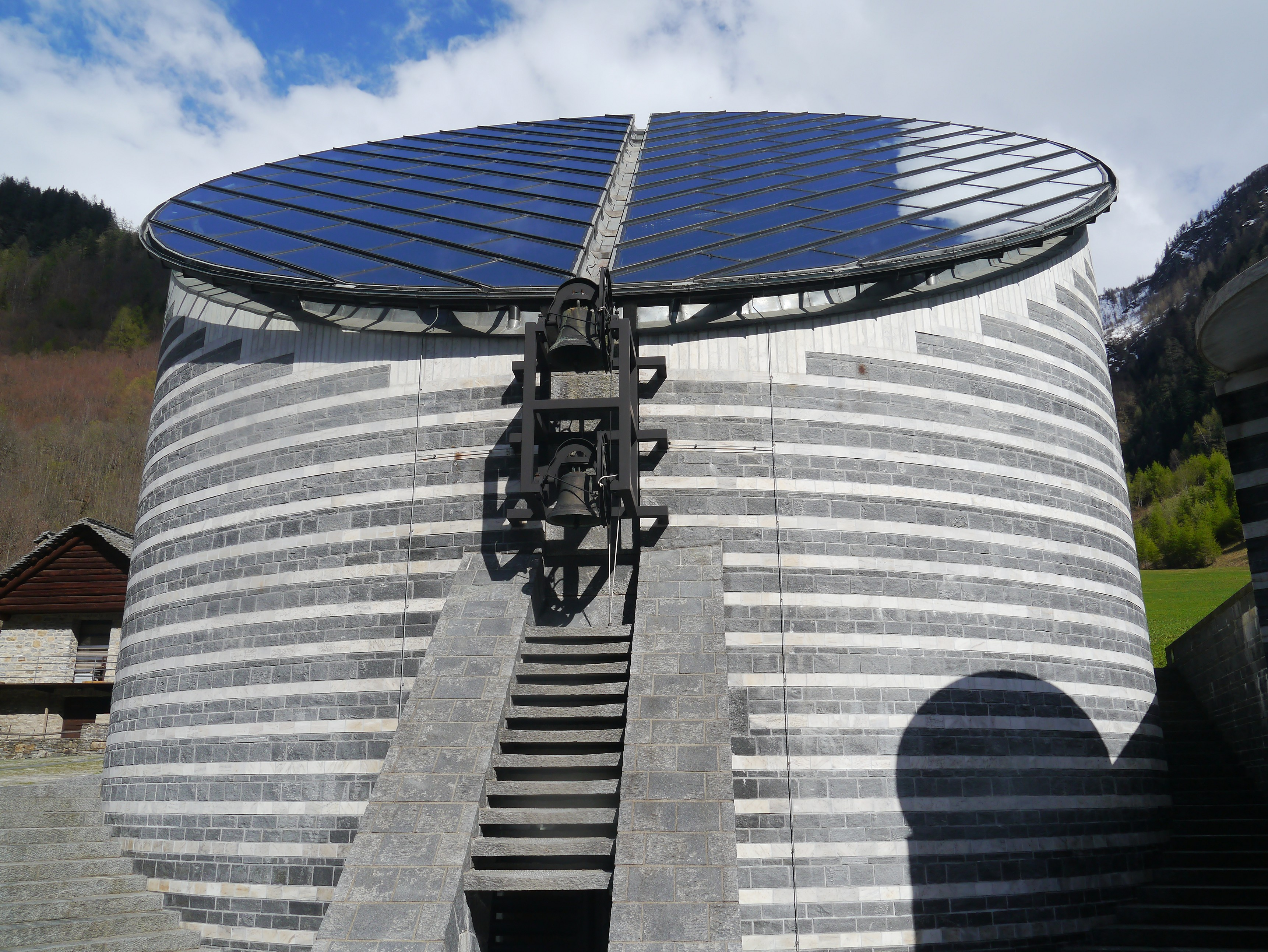
Kirche San Giovanni in Mogno

- Im Ortsteil Fusio: Pfarrkirche Santa Maria Assunta[7]
- Turmhaus (1898)[7]
- Im Ortsteil Fusio: Albergo Pineta (1905)[7]
- Siedlung bei Mott d’Oréi[8][7]
- Im Ortsteil Fontaned: Oratorium Santa Maria delle Grazie[7]
- Im Ortsteil Mogno: Pfarrkirche San Giovanni Battista, Architekt: Mario Botta[7]
- Im Ortsteil Piano di Peccia: Oratorium Madonna della Neve mit Renaissancefresken[7]
- Im Ortsteil San Carlo: Säule mit Kreuz aus Stein[7]
- Im Ortsteil Veia: Oratorium Madonna del Carmine[7]
- Im Ortsteil Peccia: Pfarrkirche Sant’Antonio Abate[7]
- Oratorium Madonna della Misericordia[7]
- Wohnhaus mit Fresko Madonna mit Kind und Heiligem Antonio abate und Rocco[7]
- Betkapelle del Filiz[7]
- Bürgergemeindehaus[7]
- Im Ortsteil Sornico: Kirche San Martino[7]
- Gemeinschaftshaus (1500)[7]
- Wohnhaus Moretti (17. Jahrhundert)[7]
- Im Ortsteil Prato: Pfarrkirche Santi Fabiano und Sebastiano[7]
- Oratorium di Vedla[7]
- Oratorium San Carlo[7]
- Im Ortsteil Broglio: Pfarrkirche Santa Maria Lauretana und Beinhaus[7]
- Wohnhaus Pometta ehemals Coreggione d’Orello[7]
- Betkapelle Sacro Cuore[7]
- Im Ortsteil Monti di Rima: Oratorium Madonna della Neve und monolytischer Steinbrunnen[7]
- Vier Betkapellen[7]
- Drei aufgeständerte Getreidespeicher[7]
- Im Ortsteil Menzonio: Pfarrkirche Santi Giacomo und Filippo[7]
- Oratorium Vergine Assunta mit Werken von Bildhauer Gianfredo Camesi[7]
- Im Ortsteil Brontallo: Pfarrkirche San Giorgio[7]
- Beinhaus[7]
- Oratorium Sant’Antonio[7]
- Steinbrücke della Merla[7]
- Wasserleitung (Acquedotto) di Canaa[7]
- Militärische Befestigungen beidseitig auf Anhöhen des Tales der 1940 erstellten Lavizzara-Stellung.

## Persönlichkeiten
- Paolo Bagnato, Baumeister, Vater des Barockbaumeisters Johann Caspar Bagnato, wurde in Peccia geboren
- Giovanni Giulio Gerolamo Berna (1717–1804), römisch-katholischer Geistlicher und Bibliotheksgründer, geboren in Prato
- Giuseppe Belli (* 14. August 1752 in Prato (Vallemaggia); † nach 1802 ebenda), Vertreter des Kantons Lugano im helvetischen Senat und Mitglied der kantonalen Tagsatzung[9][10]
- Martino Signorelli (* 10. Juli 1896 in Prato (Vallemaggia); † 14. November 1975 in Locarno), Priester, Musikdozent, Direktor des Priesterseminars von Lugano, Historiker[11][12]